# پان بینگ
 پان بینگ (انگلیسی: Pan Bing؛ زاده ۱۳ فوریهٔ ۱۹۷۰) یک تنیس‌باز اهل جمهوری خلق چین است.